# Habitatge al carrer Bonavista, 7 (Ripollet)
L'Habitatge al carrer Bonavista, 7 és una obra modernista de Ripollet (Vallés Occidental) inclosa a l'Inventari del Patrimoni Arquitectònic de Catalunya.

## Descripció
Edifici entre mitgeres, de planta rectangular molt allargada amb la façana al costat estret. La coberta és de teula,a dues vessants i el carener paral·lel a la línia de la façana. L'únic pis mostra a l'exterior dues obertures, una finestra amb ampit i barana baixa i una porta. Ambdues són de tipologia rectangular, amb les llindes decorades amb motius vegetals i cartel·la central. La decoració apareix completada amb esgrafiats de línies rectes i ondulants que neixen als flancs de les obertures. A sota de la cornisa un altre esgrafiat amb motius florals recorre l'ample de la façana.

## Història
Edifici bastit a les darreries del segle xix o inicis del segle xx.